# Simon Hüttel
Simon Hüttel (1530–1601) byl malíř, kronikář města Trutnova, měšťan, purkmistr a renesanční člověk. Je autorem trutnovské kroniky, která je zásadním pramenem pro poznání dějin města i okolí v 15.-16. století. Simon Hüttel je ale pokládán také za autora dalších spisů i výtvarných prací, z nichž jen některé se dochovaly do současnosti: Jde například o obrazové mapy východních Krkonoš a o graficky zpracovanou genealogii rodu Zilvárů.

## Trutnovská kronika
Nejvíce se proslavil psaním trutnovské kroniky, kterou začal psát ve svých 48 letech roku 1578 a psal ji až do své smrti. Kronika zachycuje historii Trutnova v letech 1484 až 1601, ale obsahuje například i legendu o založení Trutnova. Soudobé události Hüttel zachytil velmi podrobně a důsledně: Jako významný měšťan a purkmistr měl dobrý přehled o správě města a všech jeho obyvatelích, popisuje místní cechy a trhy, život trutnovské farnosti a školy i všechny události ze života Trutnovanů, od svateb po pohřby. Rukopis jeho Kroniky města Trutnova je nesmírně cenným pramenem pro poznání místní historie.
„Léta páně roku 1578 na den sv. Jakuba, začal jsem já, Simon Hüttel, malíř v Trutnově, přesně zapisovat do této knihy paměti po pořádku podle letopočtu Kristova a podle sledu měsíců a dní dle kalendáře, vše, co pamětihodného se v Trutnově (i jinde) ve stu a 17 letech každý rok událo mezi městem Trutnov a jeho starými zástavními panstvími, et cetera, také o počátku duchovních beneficií, výstavbě kostelů a o farářích, školmistrech a kantorech, jak a v které době žili a zastávali své úřady až do této doby. Což vše jsem sestavil s velkou námahou a zacházel s tím jako se svátostí, díky Bohu a mé vlasti, ctihodné radě a městské obci trutnovské ke cti a kdykoliv na dobrou památku mého jména et cetera a věděl-li by někdo něco víc než já, budiž mu dopřáno, aby tu pravdu mohl do této knihy zapsat. ...“